# مربای ترب سیاه
مربای ترب سیاه یکی از مرباهای محلی استان همدان است. در این نوع مربا ترب سیاه  قبل از پخت مدتی در داخل آب و آهک قرار داده می‌شود. مواد این مربا را ترب سیاه، شکر و هل تشکیل می‌دهد.